# Michel Platini
Michel François Platini (Jœuf, 21 giugno 1955) è un ex calciatore, allenatore di calcio e dirigente sportivo francese, di ruolo centrocampista.
Considerato uno dei più forti calciatori della storia del calcio, occupa la 5ª posizione nella speciale classifica dei migliori calciatori del XX secolo pubblicata dalla rivista World Soccer e la 7ª posizione nell'omonima lista stilata dall'IFFHS. La FIFA lo ha inoltre piazzato al quinto posto nella classifica dei migliori numeri dieci della storia del calcio mentre nel marzo del 2004, Pelé lo ha inserito nella FIFA 100, la lista dei 125 migliori calciatori viventi, redatta in occasione del Centenario della FIFA.
Tra il 1983 e il 1985 ha vinto consecutivamente tre Palloni d'oro assegnati da France Football e viene considerato da numerosi addetti ai lavori come il più rappresentativo giocatore francese del Novecento, davanti a Zinédine Zidane e Raymond Kopa. Nel 2002 fu incluso nel FIFA World Cup Dream Team, selezione formata dai migliori undici giocatori della storia del mondiale, mentre nel 2011 entra nella Hall of Fame del calcio italiano tra i giocatori stranieri.
Legò il suo nome a quello del Nancy e del Saint-Étienne, divenendo un giocatore-simbolo per entrambi i club, nonché della Juventus e della nazionale francese, di cui è stato tra i principali artefici dei rispettivi successi degli anni 1980. Terminò la carriera a 31 anni, dopo aver conquistato numerosi trofei tra cui un campionato francese, due campionati italiani e, ad eccezione della Coppa UEFA, pressoché tutte le competizioni confederali dell'epoca, divenendo al contempo capocannoniere della Serie A per tre volte consecutive, dal 1983 al 1985. Con la nazionale transalpina ottenne piazzamenti di rilievo nelle competizioni internazionali del decennio 1976-86, tra cui la vittoria del campionato d'Europa 1984 (dove inoltre si aggiudicò la classifica marcatori con 9 reti, che ne fanno il migliore realizzatore in una singola edizione del torneo), e il terzo posto al campionato del mondo 1986.
Nella sua lunga carriera da calciatore, in cui disputò oltre 650 partite tra club e rappresentativa nazionale, spiccò la completa assenza di espulsioni: un fatto più unico che raro alla luce dell'aggressività delle marcature nei confronti dei giocatori più creativi, tra gli anni 1970 e 1980. È stato co-presidente del comitato organizzatore del campionato del mondo 1998, e presidente dell'UEFA dal 2007 al 2016, succedendo a Lennart Johansson.

## Biografia

### Origini e gioventù
Platini nacque in rue Saint-Exupéry a Jœuf, un comune francese situato nel dipartimento della Meurthe e Mosella, nella regione della Lorena. Nella sua famiglia, originaria di Agrate Conturbia, in Piemonte, e della provincia di Belluno da parte di madre, era radicata la cultura sportiva: il nonno, Francesco Platìni, era un muratore italiano che era emigrato oltralpe divenendo ristoratore, gestendo un bar battezzato proprio da lui le Café des Sports, mentre il padre, Aldo, era un professore di matematica che nel tempo libero era diventato prima capitano della squadra del Jovincenne e poi allenatore del Nancy, all'epoca in terza divisione. La madre, Anna Piccinelli, serviva liquori nel locale del suocero; ha inoltre una sorella, Martina.
Il suo cognome viene solitamente pronunciato alla francese, cioè con accento sulla seconda "i"; nella pronuncia italiana l'accento è sulla prima "i".
All'età di sette anni Michel iniziò a tirar calci al pallone, allenandosi con il cane di sua cugina Stefanina. Da bambino era soprannominato ratz ("rasoterra" in dialetto lorenese) e le nain ("nano" in francese) per via della sua bassa statura. Il suo idolo sportivo d'infanzia era Pelé e per questo, ogni volta che gli capitava di dover firmare un pezzo di carta, si divertiva a storpiare il proprio cognome in "Peleatini". Oltre all'iniziale bassa statura cui si accennava, in giovane età a Michel vennero riscontrati in più occasioni problemi fisici, tra cui una capacità polmonare molto limitata e un'insufficienza cardiaca.

### Vita privata
Il 27 dicembre 1977 sposò una studentessa di economia, Christelle, come lui figlia di genitori italiani; dal loro matrimonio nasceranno due figli: Laurent, avvocato della Qatar Sports Investment che controlla il Paris Saint-Germain, e Marine, attrice, entrambi scampati a un rapimento quando erano ancora bambini.

## Caratteristiche tecniche

Platini in dribbling su Onofri in Genoa-Juventus del 13 maggio 1984.

Platini era un trequartista dotato di un notevole bagaglio tecnico, un'ottima visione di gioco e un innato senso del gol: anche grazie a quest'ultima caratteristica risultò più prolifico persino di molti attaccanti della sua generazione. Negli anni alla Juventus sviluppò una buona capacità di elevazione, che lo portò a completare il suo repertorio con reti di testa; risultò inoltre un efficiente rigorista.
Reputato uno dei migliori specialisti del calcio di punizione nella storia – i suoi calci piazzati, che spesso scavalcavano la barriera avversaria, furono soprannominati "alla Platini" a indicare l'unicità che gli era attribuita –, era valido nel servire i compagni da diverse posizioni e in varie modalità.
La sua capacità tecnica e l'attitudine a essere un leader gli valsero il soprannome di Le Roi ("Il Re", in francese). Ha anche dimostrato di essere un giocatore molto corretto, tanto da non venire mai espulso durante tutta la sua carriera da professionista.

## Carriera

### Giocatore
(Michel Platini in un'intervista alla Rai dopo la sua ultima partita in Serie A, Juventus-Brescia 3-2, 17 maggio 1987.)

#### Club

Platini (a sinistra) e Scirea con la Coppa Intercontinentale vinta alla Juventus nel 1985

##### Gli esordi
Grazie anche all'ambiente sportivo famigliare (Francesco gestisce il Caffè dello Sport, mentre Aldo allena il Jovicienne), Michel coltiva il suo amore per tutti gli sport, soprattutto quello che lo appassiona di più: il calcio. A undici anni, Platini trova un posto nelle giovanili dell'AS Jœuf, il Jovicienne, di cui il padre è allenatore. Nel giorno del debutto, 1º settembre 1966, segna due gol all'Homécourt. Su consiglio del padre, si concentra nell'affinamento di fondamentali quali l'anticipo e le punizioni di prima.
Platini fallisce il provino nel concorso finale dei migliori giovani del 1969, ma riesce a farsi notare durante una partita di Coppa Gambardella dimostrando, all'età di sedici anni, di essere un giocatore brillante, tanto da attirare le lusinghe della rivale di quel match, il Metz 2. Invitato da questo a uno stage de présélection, Platini dapprima rifiuta, poi partecipa a un secondo provino, dove però viene scartato dopo essergli stata riscontrata una capacità polmonare molto bassa e un'insufficienza cardiaca.

##### Nancy

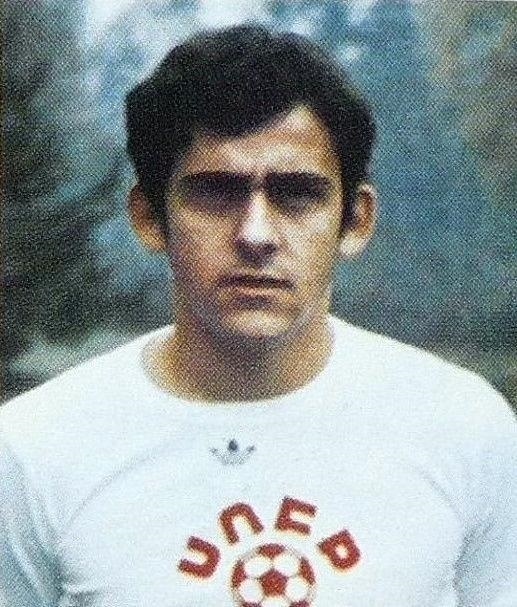
Platini nel 1975

Bocciato a Metz, lo richiedono il Sochaux, il Sedan e i belgi del Charleroi, ma decide di andare al Nancy e nel settembre 1972 firma un contratto (guadagnando 6.000 franchi al mese, più o meno 1,2 milioni di lire), iniziando a giocare con la squadra riserve, dove conosce Jean-Michel Moutier, giovane portiere; i due diventano rapidamente amici. Si fa notare con la seconda squadra segnando una tripletta contro l'ASCA Wittelsheim. Grazie alle sue prestazioni, presto arriva in prima squadra: il 2 maggio 1973 contro il Nîmes (vinta 3-1), all'età di diciassette anni, indossando la maglia numero undici. In questa stagione segna 2 gol in 5 partite, contro il Sedan e l'Olympique Lione (vinta 4-2). Nella seconda annata, 1973-74, sigla solo 2 reti in 21 presenze e il Nancy retrocede per differenza reti. L'anno seguente il Nancy vince il Groupe Sud della Division 2 e la finale di categoria contro il Valenciennes, vincitore del Groupe Nord. Platini si fa notare con i suoi 17 gol in 33 partite di campionato, portando la sua squadra ai quarti della Coppa di Francia, realizzando 13 reti in 8 turni.
Nella stagione 1976-1977 raggiunge il quarto posto in campionato – il migliore piazzamento dal passaggio al professionismo del club, avvenuto nel 1967 –, giocando tutte le partite di campionato (38) e mettendo a segno 25 gol, arrivando così secondo nella classifica marcatori dietro all'argentino Carlos Bianchi. A fine stagione firma il suo primo contratto da giocatore professionista, che lo lega al Nancy per altri due anni. Nel 1977 arriva terzo nella classifica del Pallone d'oro, grazie anche alle prestazioni in nazionale francese, dietro al danese Allan Simonsen e all'inglese Kevin Keegan.
L'annata seguente alza da capitano la Coppa di Francia, dopo aver segnato il gol con cui, nella finale del Parco dei Principi, il Nancy batte il Nizza per 1-0. La stagione 1978-1979, l'ultima con il club della Lorena, è travagliata: ritenuto responsabile del fallimento al mondiale di Argentina 1978 dove la Francia era uscita al primo turno, battuta dai padroni di casa e dall'Italia, rispettivamente la vincitrice e la quarta classificata, viene fischiato dal pubblico; inoltre, nella trasferta di Saint-Étienne si procura una triplice frattura del malleolo che lo costringe a un'assenza dai campi di sei mesi. Con 127 gol (in 215 partite, media 0,59 gol a partita), Platini è comunque il migliore cannoniere nella storia del Nancy.

##### Saint-Étienne

Platini (a destra) al Saint-Étienne nel 1980, in posa con l'interista Prohaska prima di un'amichevole estiva a Cesena.

Alla scadenza del contratto, si trasferisce al Saint-Étienne, la squadra più titolata in patria. L'obiettivo dell'acquisto di Michel era vincere una coppa europea ma, nonostante qualche acuto, come la vittoria per 6-0 contro gli olandesi del PSV al Geoffroy Guichard nel 1979, o quella sui tedeschi dell'Ovest dell'Amburgo (5-0) al Volksparkstadion nel 1980 e, sempre nella stessa stagione, il 7-0 sia al Geoffroy Guichard che al Magnum Areena contro i finlandesi del KuPS, il Saint-Étienne non supera mai i quarti di finale.
In campionato, invece, il fantasista vince il torneo del 1981. In quest'annata è dura la lotta contro il Nantes, che tallona i verdi di Saint Étienne fino all'ultima di campionato giocata contro il Bordeaux, dove Platini si rivela fondamentale: al 25' apre le marcature con un tiro-cross rasoterra, e al 41' raddoppia con un colpo di testa; Bernard Lacombe, a 10' dal termine, accorcia le distanze per il definitivo 2-1. In Coppa di Francia sigla 5 reti in 10 presenze, raggiungendo la finale contro il Bastia, persa per 2-1.
A fine anni 1970 Platini era già stato vicino all'approdo nel campionato italiano. Nel febbraio 1978 il giocatore arriva a Milano in compagnia del dirigente dell'Inter, Sandro Mazzola, per firmare un precontratto. Tuttavia il francese non può raggiungere la Serie A nell'immediato per via del blocco agli ingaggi verso gli stranieri, sicché il club lombardo lo lascia libero di trasferirsi nel frattempo al Saint-Étienne dove rimane fino al 1982.
Arrivato in scadenza di contratto con les Verts, tuttavia, Platini si accorda con la Juventus; il presidente interista Ivanoe Fraizzoli, stancatosi del lungo tira e molla, aveva infatti definitivamente rinunciato al fantasista: «avevo firmato [...] ma le frontiere, dopo, sono rimaste chiuse. Quando le hanno riaperte [e] ho potuto venire alla Juventus, per onestà ho chiamato l'Inter [...]: "ho dato la mia parola quattro anni fa a voi, se mi volete sono sempre disposto". Mi hanno detto che avevano già preso due giocatori e che, dunque, ero libero di fare quello che volevo».
La stagione seguente, l'ultima con il Saint-Étienne, arriva secondo in campionato, dopo una dura lotta contro il Bordeaux e il Monaco, che diventa primo in classifica alla 32ª giornata e resiste agli attacchi delle altre due squadre assicurandosi il quarto titolo all'ultima giornata, vincendo di misura in casa contro lo Strasburgo. Platini arriva terzo nella classifica dei cannonieri (22 gol), dietro all'argentino Delio Onnis (29 gol) e al polacco Andrzej Szarmach (24 gol).
Nella stessa annata il Saint-Étienne arriva in finale della Coppa di Francia contro il Paris Saint-Germain, dove Platini ha un ruolo fondamentale: dapprima al 76' risponde a Toko che al 58' aveva siglato il vantaggio parigino, e poi al 99' porta la sua squadra in vantaggio; all'ultimo minuto del secondo tempo supplementare Rocheteau ristabilisce la parità mettendo a segno il 2-2 e portando la sfida ai tiri di rigore, dove il PSG vince 6-5. In Coppa dei Campioni il Saint-Étienne si ferma al turno preliminare, eliminato dai tedeschi dell'Est della BFC Dynamo.
Totalizza 145 partite e mette a segno 82 gol con la maglia del Saint-Étienne, vincendo un titolo francese nel 1981, il decimo e, finora, ultimo del club.

##### Juventus
(Gianni Agnelli)

###### 1982-1983: capocannoniere della Serie A
Nel 1982 si trasferisce in Italia, acquistato dalla Juventus pochi giorni dopo l'acquisto del polacco Zbigniew Boniek; questa scelta, avallata personalmente dal patron bianconero Gianni Agnelli (il quale era riuscito a non far accasare il giocatore al RC France, di proprietà del "collega" Jean-Luc Lagardère, con cui stava per firmare), obbliga la società torinese a privarsi dell'irlandese Liam Brady, a causa della norma che all'epoca permetteva la presenza in una squadra di Serie A di non più di due giocatori non italiani. Il cartellino di Platini viene pagato 250 milioni di lire.

Da destra: gli juventini Brio, Platini, Cabrini e Tardelli in campo per la semifinale di andata della Coppa dei Campioni 1982-1983 contro il.

L'esordio con i bianconeri avviene nella partita di Coppa Italia pareggiata 1-1 contro il Catania, il 18 agosto 1982. Il suo primo gol arriva contro il Cesena. Inizialmente, anche a causa di una fastidiosa pubalgia, non è in buona condizione, ma nel girone di ritorno dell'annata 1982-1983 le sue prestazioni vanno in crescendo e, con 16 gol, è capocannoniere del campionato; allo stesso tempo si sviluppa l'intesa con Boniek, che il talento francese serve con aperture, lanci lunghi e passaggi filtranti.
Platini contribuisce quindi alla positiva seconda parte di stagione della Juventus, che termina seconda in Serie A dietro alla Roma. Realizza due dei tre gol con cui i bianconeri s'impongono 3-0 nella finale di ritorno della Coppa Italia, dopo i tempi supplementari, al Comunale di Torino sull'emergente Verona, ribaltando così lo 0-2 subìto nella finale di andata al Bentegodi di Verona e aggiudicandosi il trofeo. In campo europeo, il francese permette ai bianconeri la vittoria contro i danesi dell'Hvidovre e, in semifinale, contro i polacchi del Widzew Łódź, arrivando così a giocarsi la Coppa dei Campioni nella finale di Atene, dove tuttavia la squadra torinese viene battuta dall'Amburgo.

###### 1983-1984: vittoria della Coppa delle Coppe

Platini, contrastato dall'avellinese Vullo nel campionato 1983-1984.

Nell'annata successiva inizia con una doppietta nella prima di campionato contro l'Ascoli, vinta 7-0. In questo torneo segna un maggiore numero di gol: 20 in 28 presenze, cifra con cui vince il duello a distanza per il titolo di capocannoniere con il brasiliano Zico (19 reti), giunto quell'anno in Italia nelle file dell'Udinese. A fine stagione, grazie anche ai gol di Platini, la Juventus vince il campionato italiano, il primo per il francese.
In campo europeo, vince la prima e unica Coppa delle Coppe della sua carriera, con 2 gol in 8 partite, battendo in finale 2-1 il Porto. In Coppa Italia termina con 3 gol in 7 partite, ma i bianconeri escono agli ottavi per mano della rivelazione Bari, formazione di Serie C1 poi sorprendente semifinalista dell'edizione.
Platini conquista il suo primo Pallone d'oro nel 1983, battendo con 110 preferenze lo scozzese Kenny Dalglish, del Liverpool campione d'Europa, che raccoglie 26 preferenze.

###### 1984-1985: Supercoppa UEFA e Coppa dei Campioni
La stagione 1984-1985 inizia per il francese con una tripletta alla Sambenedettese in Coppa Italia, il 9 settembre 1984, in una gara che lo vede tagliare il simbolico traguardo delle 100 presenze in maglia juventina. I campioni uscenti bianconeri non riescono a difendere lo scudetto, chiudendo al sesto posto in campionato, ma Platini con 18 gol ottiene la sua terza affermazione nella classifica dei marcatori, davanti ad Altobelli e Maradona; il 16 gennaio 1985 gioca inoltre la sua prima partita di Supercoppa UEFA, contribuendo alla vittoria bianconera 2-0 sul Liverpool.

Platini scherza con l'interista Rummenigge prima del derby d'Italia dell'11 novembre 1984

Platini è inoltre protagonista nella cavalcata juventina in Coppa dei Campioni, dove trascina la squadra al successo grazie alle sue 7 marcature che ne fanno altresì il capocannoniere dell'edizione. Il 29 maggio 1985, nell'atto conclusivo all'Heysel di Bruxelles e ancora contro il Liverpool – gara disputata per delibera dell'UEFA e del Ministero dell'Interno del Belgio, nonostante gli incidenti accaduti nel prepartita provocati dagli hooligan inglesi che causano la morte di trentanove persone sulle tribune dello stadio –, il centrocampista francese segna su rigore il gol dell'1-0 finale: il penalty viene concesso per un fallo su Boniek, imbeccato da un lancio di cinquanta metri dello stesso Platini.

###### 1985-1986: l'Intercontinentale e il terzo Pallone d'oro
Nell'annata 1985-1986, a causa delle cessioni di alcuni quotati compagni di squadra come Paolo Rossi, Boniek e Tardelli, e sommata a quella di Gentile che aveva lasciato la Juventus già da un anno, Platini rimane fra i pochi senatori della rosa bianconera, sempre allenata da Giovanni Trapattoni. Sigla la sua prima tripletta stagionale nella partita vinta 4-0 contro il Bari. Il francese è determinante nella finale di Coppa Intercontinentale, vinta al National Stadium di Tokyo contro i sudamericani dell'Argentinos Juniors l'8 dicembre 1985: nei tempi regolamentari dapprima mette a segno il rigore dell'1-1, e serve poi a Laudrup l'assist del 2-2 – dopo che sull'1-1 aveva realizzato un gol considerato tra i più belli della carriera, ma annullato per un fuorigioco rivelatosi inesistente, decisione che egli accolse con un ironico siparietto –; la gara viene comunque vinta dalla Juventus ai tiri di rigore, ed è il fantasista bianconero a insaccare il pallone che porta la squadra torinese al trionfo mondiale.

Platini sfugge alla scivolata del romanista Nela in una sfida-scudetto del campionato 1985-1986

Sul finire del 1985 Platini si aggiudica il terzo Pallone d'oro della sua carriera, quarto consecutivo per un giocatore della Juventus dopo quello di Paolo Rossi. Nel campionato 1985-1986, in cui è uno dei tre componenti della vecchia guardia bianconera insieme a Scirea e Cabrini, vince il suo secondo scudetto al termine di un serrato duello con la Roma dell'ex compagno di squadra Boniek.

###### 1986-1987: il ritiro dal calcio giocato
Rimasto tra i pochi componenti del gruppo storico juventino, a causa del continuo processo di rinnovamento della rosa bianconera, un Platini ormai in fase calante realizza appena due marcature nel campionato di Serie A 1986-1987: alla seconda giornata contro l'Avellino, e alla sesta contro l'Ascoli.

Platini assieme al fantasista napoletano Maradona nel campionato di Serie A 1986-1987, l'ultimo giocato dal francese prima del ritiro.

A fine stagione annuncia il suo addio al calcio giocato, all'età di 31 anni, in un'intervista rilasciata allo stadio Comunale nella quale il giocatore adduce motivazioni fisiche; non riuscendo più a raggiungere la forma necessaria per esprimersi ad alti livelli, rifiuta un arretramento "tattico" e preferisce anticipare il ritiro agonistico: «Quando io ho smesso, non avevo più benzina. Era da tanti anni che giocavo a pallone ed ero veramente stanco, cotto. Ho passato tutto il 1986 infortunato e avevo dei problemi alle caviglie per cui ho deciso di smettere».

#### Nazionale
(Michel Platini in un'intervista nella vigilia dell'amichevole Italia-Francia a Napoli, febbraio 1978.)

##### 1976-1978: debutto internazionale
Viene convocato per la prima volta in nazionale dal neo allenatore Michel Hidalgo il 27 marzo 1976, nell'amichevole pareggiata 2-2 contro la Cecoslovacchia al Parco dei Principi, in cui sigla il suo primo gol in nazionale.
Dopo tre amichevoli gioca e segna la sua prima partita di qualificazione per il campionato del mondo 1978, nel match giocato a Sofia e pareggiato 2-2 contro la Bulgaria. Segna tre gol nelle sue quattro partite giocate in queste qualificazioni, che portano i francesi alla qualificazione del Gruppo 5 composto da tre squadre: oltre ai Bleus e ai Leoni, anche l'Irlanda.

Platini nel corso della sfida tra e (2-1) valevole per la prima fase a gruppi del

Il primo mondiale di Platini finisce male: la Francia vince solo contro l'Ungheria, con un 3-1 nella terza gara del girone. Il giovane talento francese mette a segno la rete del momentaneo pareggio contro i padroni di casa dell'Argentina, nella seconda partita del girone eliminatorio, che poi finisce 2-1 per gli avversari, determinando l'eliminazione della nazionale transalpina che in precedenza aveva perso anche la prima gara, per 1-2, contro l'Italia di Enzo Bearzot.

##### 1979-1982: semifinale al mondiale
Continua a segnare, anche dopo l'insuccesso nelle qualificazioni per il campionato d'Europa 1980. La Francia conclude al secondo posto il proprio girone qualificatorio, dietro alla Cecoslovacchia, senza raggiungere l'accesso alla fase finale; nelle due partite che giocò, mise a segno un gol, nella vittoria per 3-1 a Stoccolma contro la Svezia. Il 27 febbraio 1980 segna la sua prima doppietta, nel match vinto 5-1 contro la Grecia. Sigla un'altra doppietta anche nelle qualificazioni del campionato del mondo 1982, nella partita giocata a Limassol e vinta 7-0 contro Cipro. I suoi 5 gol in 5 partite hanno portato la Francia a qualificarsi alla fase finale della coppa.
Nella fase finale del mondiale di Spagna, nella prima fase Platini va a segno una volta contro il Kuwait, battuto dalla Francia per 4-1, e una volta in semifinale contro la Germania Ovest, siglando l'1-1 dal dischetto; qui, nei supplementari la Francia si porta sul 3-1 ma la squadra tedesca, con una storica rimonta, giunge al pareggio per poi avere la meglio per 5-4 ai tiri di rigore, determinando quindi l'eliminazione dei Bleus dalla competizione. La squadra francese perderà anche la finale per il terzo posto contro la Polonia di Boniek, futuro compagno di squadra di Platini alla Juventus.

##### 1984: la vittoria dell'europeo

Platini e il connazionale Giresse durante le semifinali di Coppa dei Campioni 1984-1985 tra Juventus e Bordeaux. I due furono tra i protagonisti, all'europeo di, dei Bleus per la prima volta campioni continentali.

Fu l'assoluto protagonista del campionato d'Europa 1984, vinto dai transalpini padroni di casa. Andò a segno in tutte le gare del torneo, per un totale di 9 reti in 5 presenze. Nella fase a gironi risultò decisivo contro la Danimarca e segnò due triplette consecutive, contro Belgio e Jugoslavia; in semifinale segnò la rete del definitivo 3-2 sul Portogallo al 119', mentre nella finale al Parc des Princes di Parigi sbloccò il risultato trasformando un calcio di punizione contro la Spagna, complice un errore del portiere Arconada.
Vinse, contestualmente, il titolo di migliore marcatore superando gli allora primatisti: i tedeschi d'Occidente Gerd e Dieter Müller, i quali in due edizioni consecutive (Belgio 1972 e Jugoslavia 1976) avevano segnato quattro reti ciascuno. Nelle successive edizioni dell'europeo, pur a fronte del graduale ampliamento della fase finale, nessun capocannoniere ha segnato più di sei gol.

##### 1985-1987: ultimi anni in nazionale
Al campionato del mondo 1986 apre le marcature contro l'Italia detentrice della coppa, poi battuta dai Bleus per 2-0, andando in gol con un inserimento centrale e successivo pallonetto davanti al portiere Giovanni Galli in uscita. Con i transalpini pareggia quindi 1-1 nei quarti di finale contro il Brasile, poi sconfitto ai tiri di rigore. Di nuovo sconfitta dalla Germania Ovest alle semifinali, la Francia si aggiudica poi il terzo posto battendo il Belgio, contro cui Michel non scende in campo.

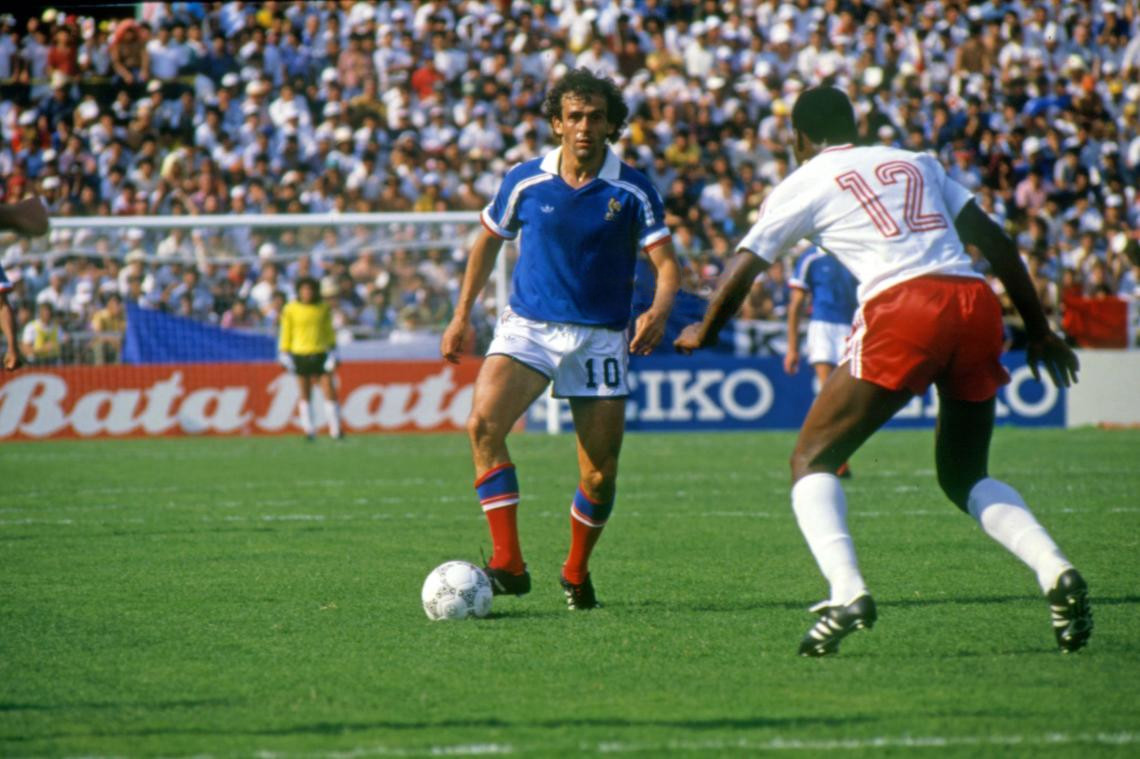
Platini affronta un avversario canadese nel corso del

In seguito disputa tre gare per le qualificazioni al campionato d'Europa 1988, prima di lasciare definitivamente la nazionale del suo Paese. Platini è tuttora il quarto marcatore di sempre con la maglia dei Bleus, con 41 gol in 72 presenze, superato negli anni seguenti solo da Olivier Giroud, Antoine Griezmann e dal primatista Thierry Henry.
Dopo l'addio al calcio, su invito dell'emiro Jamir III al-Ahmad del Kuwait, nel 1988 Platini gioca eccezionalmente per 21 minuti con la casacca della nazionale kuwaitiana, in una partita amichevole contro l'Unione Sovietica.

### Allenatore
Dopo il suo ritiro dall'agonismo, dal 1º novembre 1988 al 17 giugno 1992 ricopre il ruolo di commissario tecnico della nazionale francese, senza vincere alcuna competizione.
Diviene selezionatore dei Galletti dopo la mancata qualificazione all'europeo di Germania Ovest 1988 (all'epoca si qualificavano 8 squadre, delle 33 iscritte alla UEFA), subentrando a Henri Michel, dopo un deludente pareggio a Nicosia contro Cipro. Con lui alla guida i francesi non si qualificano al campionato del mondo 1990, sopravanzati nelle eliminatorie da Scozia e Jugoslavia, in cui risultarono decisive le sconfitte esterne patite dai transalpini contro entrambe.
Dal 29 aprile 1989 al 20 novembre 1991 la sua squadra inanella 19 risultati utili consecutivi, che nel 1991 gli valgono il premio di "allenatore dell'anno" da parte del mensile inglese World Soccer. Nonostante il percorso netto (8 vittorie) nelle qualificazioni al campionato d'Europa 1992, nella fase finale la Francia non vince alcuna partita e viene eliminata nella fase a gruppi dalla Svezia padrona di casa e dalla ripescata Danimarca, poi a sorpresa vincitrice del torneo.
In totale ha seduto sulla panchina della nazionale transalpina per 29 partite, ottenendo 16 vittorie, 8 pareggi e 5 sconfitte.

### Dirigente

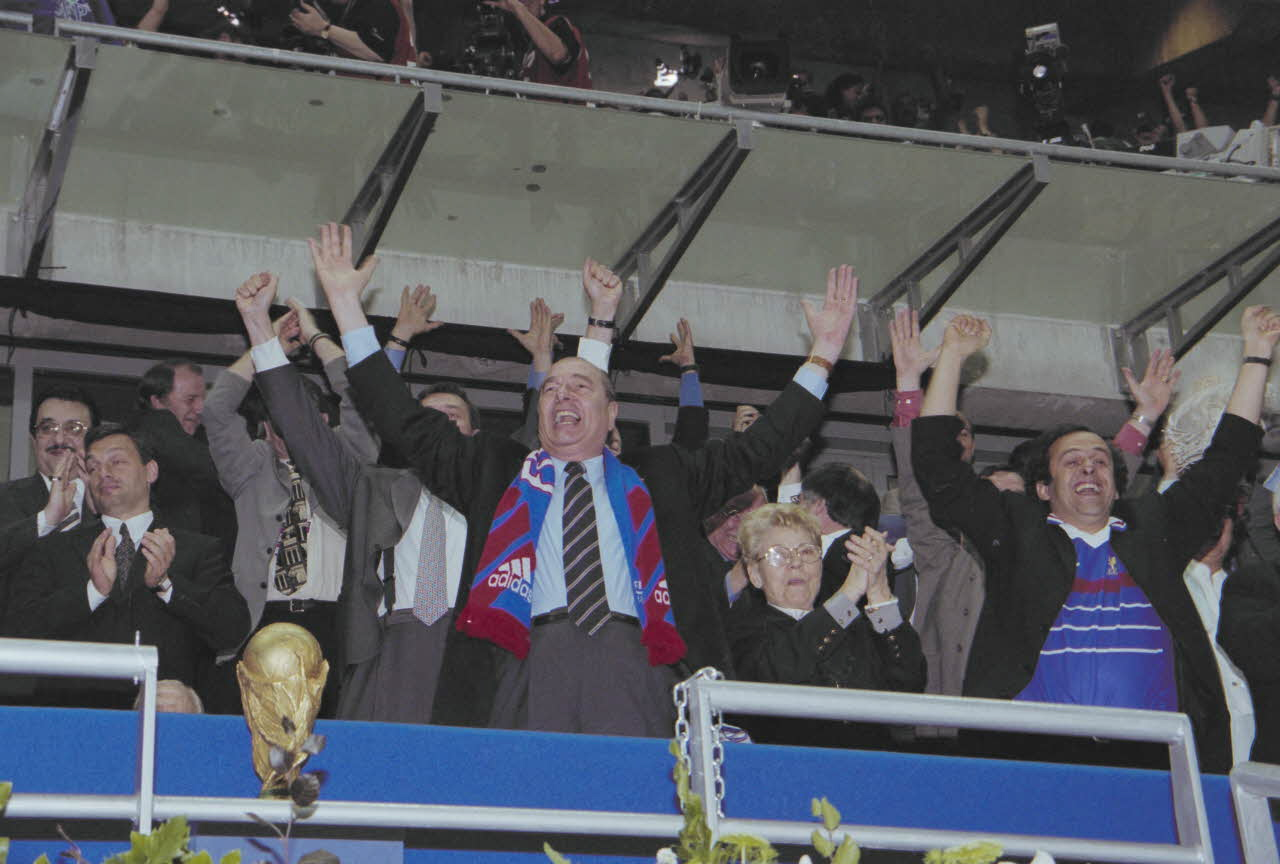
Platini (a destra), in veste di co-presidente del comitato organizzatore del, esulta in tribuna d'onore allo Stade de France per la vittoria dei Bleus insieme al presidente della Repubblica Jacques Chirac.

Nonostante quanto inizialmente palesato nel corso della sua breve carriera da allenatore, circa la ritrosia a intraprendere una futura carriera dirigenziale, il 10 novembre 1992 è nominato co-presidente, insieme a Fernand Sastre, del Comité français d'organisation, comitato organizzatore del campionato del mondo 1998.
Vicepresidente della Federcalcio francese dal 2001 al 2008, dal 2002 ricopre la medesima carica nell'Esecutivo della FIFA. Il 26 gennaio 2007 vince le elezioni per la presidenza della UEFA con 27 voti favorevoli, contro i 23 di Lennart Johansson, il presidente uscente. Il 22 marzo 2011 è rieletto, per acclamazione, presidente dell'organo di governo del calcio europeo. Il 24 marzo 2015 viene rieletto per la terza volta.

#### Riforma delle Coppe europee e dei regolamenti
Platini basa buona parte della sua campagna elettorale per la presidenza UEFA sulla riforma delle coppe europee, in particolar modo della Champions League; il suo obiettivo è che infatti anche le squadre campioni nazionali dei Paesi minori abbiano diritto a qualificarsi per la fase a gironi autunnale.

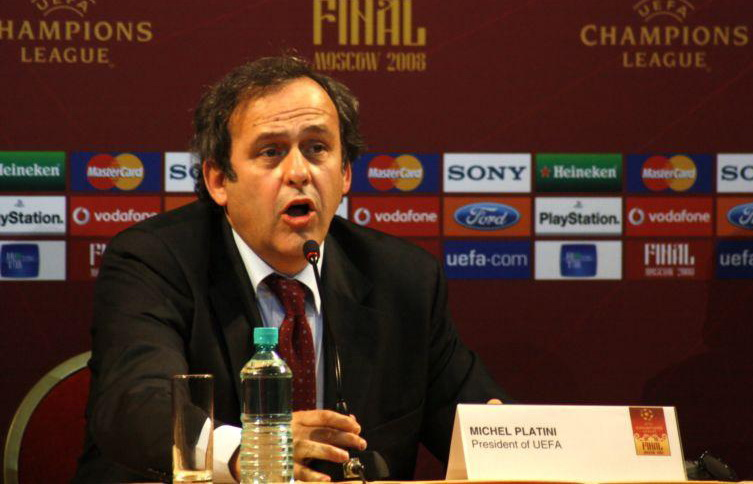
Platini a Mosca, presidente dell'UEFA, per una conferenza in vista della finale di UEFA Champions League 2007-2008.

Dopo l'elezione di Michel alla suddetta presidenza, i suoi intenti sull'organizzazione delle Coppe europee si concretizzano il 30 novembre 2007, quando viene approvato il nuovo format per il triennio 2009-2012: le squadre schierate dai campionati principali, Spagna, Germania e Inghilterra saranno quattro, di cui tre ammesse direttamente al primo turno, mentre la quarta eventualmente dopo aver vinto il turno preliminare; le partecipanti di diritto alla fase a gironi passano da 16 a 22, comprendendo oltre alle terze classificate dei primi tre Paesi del coefficiente UEFA, le squadre campioni nazionali dei Paesi dal 7º al 12º (o 13º) posto. Per i rimanenti dieci posti si qualificheranno i cinque campioni nazionali che avevano superato la fase preliminare e le cinque squadre delle federazioni forti, accontentando sia le federazioni dell'Est (come promesso in campagna elettorale) sia quelle ricche (Italia, Germania, Spagna, Inghilterra e Francia). La finale, dopo 54 anni, non si disputerà più di mercoledì, bensì di sabato.
Platini è impegnato in un processo di riequilibrio economico del calcio europeo, che aumenti il controllo sulla sostenibilità economica dei bilanci delle squadre impegnate nelle competizioni organizzate dalla UEFA. In una intervista del febbraio 2009, Platini si è inoltre detto contrario all'applicazione della moviola in campo, ma favorevole all'aumento del numero di arbitri schierati nel rettangolo di gioco.

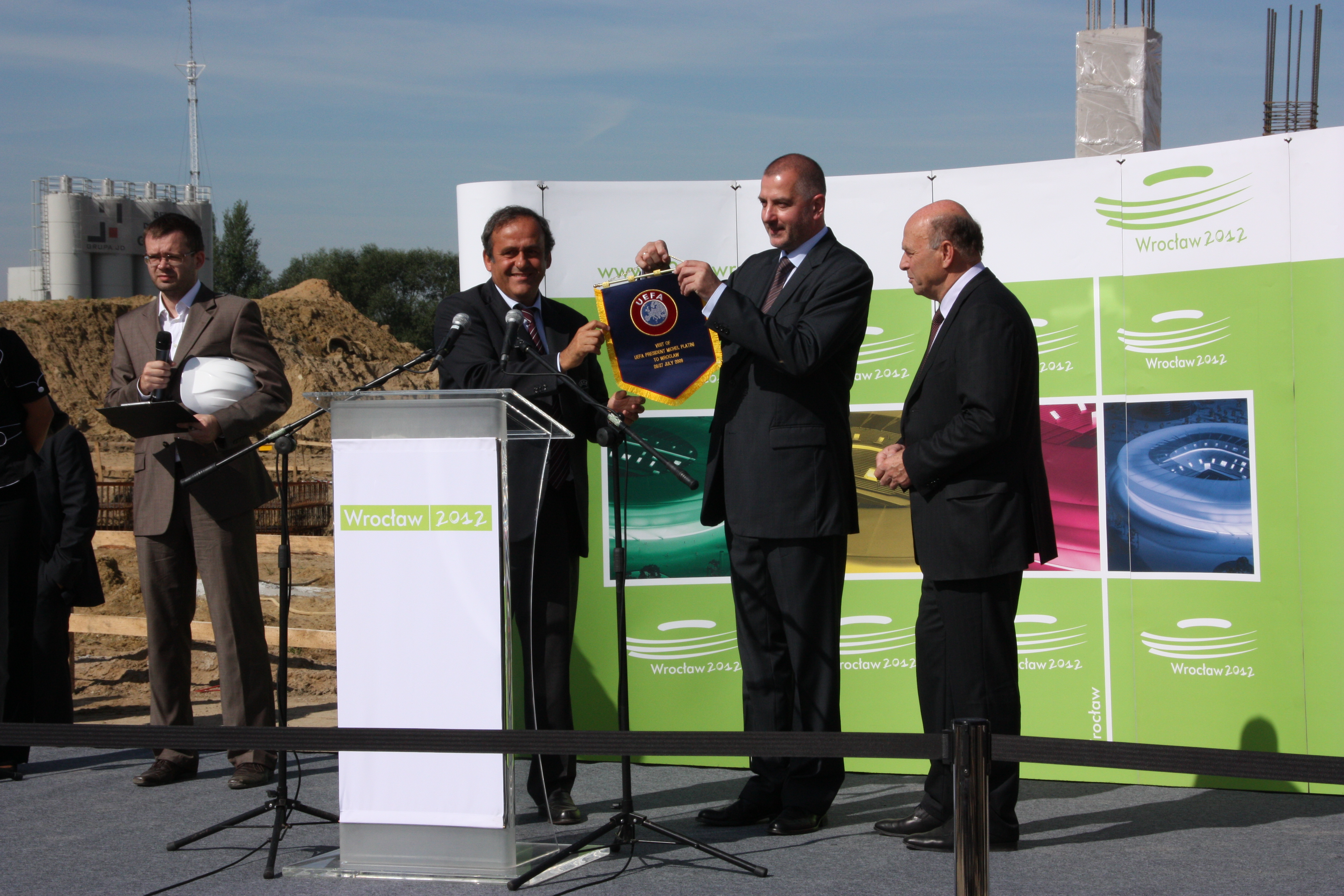
Platini nel 2009 a Breslavia, con Dutkiewicz e Lato, durante una verifica dello stato dei lavori agli impianti del.

Il 29 luglio 2015 ha ufficializzato la sua candidatura alla presidenza della FIFA, decisione presa successivamente alla convocazione del Comitato Esecutivo FIFA del 20 luglio precedente, in cui il presidente uscente Joseph Blatter rese nota la sua volontà di non ricandidarsi.

#### Vicende giudiziarie
L'8 ottobre 2015, a seguito d'indagini della magistratura svizzera, viene sospeso per 90 giorni dal comitato etico della FIFA poiché accusato di avere illegalmente percepito, durante il 2011, due milioni di franchi svizzeri dall'allora presidente Sepp Blatter come compenso per consulenze svolte tra il 1999 e il 2002; in questo lasso di tempo cede le sue funzioni in seno all'UEFA al vicepresidente Ángel María Villar. Il successivo 21 dicembre il comitato etico della FIFA lo squalifica per otto anni (in seguito ridotti a sei) da tutte le attività calcistiche. Dopo il ricorso al Tribunale Arbitrale dello Sport di Losanna, il 9 maggio 2016 la squalifica è ulteriormente ridotta a quattro anni; ciò nonostante, non essendovi stata la cancellazione delle accuse sperata da Platini, nella stessa data annuncia l'intenzione di dimettersi da presidente della UEFA.
Il 25 maggio 2018 la giustizia elvetica scagiona Platini da ogni accusa, non avendo ravvisato reati nel suo operato: nell'occasione l'entourage di Platini rimarca la tesi secondo cui le false accuse rivolte nei suoi confronti, erano in realtà mirate unicamente a delegittimarne la carriera dirigenziale. L'8 luglio 2022 il Tribunale penale federale (TPF) di Bellinzona assolve Platini e Blatter anche dall'accusa di truffa ai danni della stessa FIFA, concedendo loro un risarcimento – a cui Platini ha rinunciato – per l'intera vicenda processuale; l'assoluzione viene poi confermata in via definitiva il 25 marzo 2025 dalla Camera d'appello straordinaria del TPF a Muttenz.
Il 18 giugno 2019 viene «ascoltato come testimone» dalla polizia francese, in merito a un'inchiesta inerente all'assegnazione del campionato del mondo 2022 al Qatar.

## Statistiche
Tra club, nazionale maggiore e nazionali giovanili, Platini ha totalizzato globalmente 667 presenze segnando 358 reti, alla media di 0,54 gol a partita.

### Presenze e reti nei club
| Stagione             | Squadra              | Campionato           | Campionato | Campionato | Coppe nazionali | Coppe nazionali | Coppe nazionali | Coppe continentali | Coppe continentali | Coppe continentali | Altre coppe | Altre coppe | Altre coppe | Totale | Totale |
| Stagione             | Squadra              | Comp                 | Pres       | Reti       | Comp            | Pres            | Reti            | Comp               | Pres               | Reti               | Comp        | Pres        | Reti        | Pres   | Reti   |
| -------------------- | -------------------- | -------------------- | ---------- | ---------- | --------------- | --------------- | --------------- | ------------------ | ------------------ | ------------------ | ----------- | ----------- | ----------- | ------ | ------ |
| 1972-1973            | Nancy                | D1                   | 5          | 2          | CF              | 0               | 0               | -                  | -                  | -                  | -           | -           | -           | 5      | 2      |
| 1973-1974            | Nancy                | D1                   | 21         | 2          | CF              | 3               | 0               | -                  | -                  | -                  | -           | -           | -           | 24     | 2      |
| 1974-1975            | Nancy                | D2                   | 32+1       | 17+0       | CF              | 8               | 13              | -                  | -                  | -                  | -           | -           | -           | 41     | 30     |
| 1975-1976            | Nancy                | D1                   | 31         | 22         | CF              | 5               | 6               | -                  | -                  | -                  | -           | -           | -           | 36     | 28     |
| 1976-1977            | Nancy                | D1                   | 38         | 25         | CF              | 1               | 0               | -                  | -                  | -                  | -           | -           | -           | 39     | 25     |
| 1977-1978            | Nancy                | D1                   | 36         | 18         | CF              | 10              | 7               | -                  | -                  | -                  | -           | -           | -           | 46     | 25     |
| 1978-1979            | Nancy                | D1                   | 19         | 12         | CF              | 5               | 3               | CdC                | 0                  | 0                  | -           | -           | -           | 24     | 15     |
| Totale Nancy         | Totale Nancy         | Totale Nancy         | 182+1      | 98+0       |                 | 32              | 29              |                    | 0                  | 0                  |             | -           | -           | 215    | 127    |
| 1979-1980            | Saint-Étienne        | D1                   | 33         | 16         | CF              | 7               | 5               | CU                 | 7                  | 5                  | -           | -           | -           | 47     | 26     |
| 1980-1981            | Saint-Étienne        | D1                   | 35         | 20         | CF              | 10              | 5               | CU                 | 7                  | 4                  | -           | -           | -           | 52     | 29     |
| 1981-1982            | Saint-Étienne        | D1                   | 36         | 22         | CF              | 8               | 5               | CC                 | 2                  | 0                  | -           | -           | -           | 46     | 27     |
| Totale Saint-Étienne | Totale Saint-Étienne | Totale Saint-Étienne | 104        | 58         |                 | 25              | 15              |                    | 16                 | 9                  |             | -           | -           | 145    | 82     |
| 1982-1983            | Juventus             | A                    | 30         | 16         | CI              | 13              | 7               | CC                 | 9                  | 5                  | -           | -           | -           | 52     | 28     |
| 1983-1984            | Juventus             | A                    | 28         | 20         | CI              | 7               | 3               | CdC                | 8                  | 2                  | -           | -           | -           | 43     | 25     |
| 1984-1985            | Juventus             | A                    | 30         | 18         | CI              | 7               | 4               | CC                 | 9                  | 7                  | SU          | 1           | 0           | 47     | 29     |
| 1985-1986            | Juventus             | A                    | 30         | 12         | CI              | 4               | 1               | CC                 | 6                  | 3                  | CInt+TE     | 1+0         | 1+0         | 41     | 17     |
| 1986-1987            | Juventus             | A                    | 29         | 2          | CI              | 8               | 1               | CC                 | 4                  | 2                  | -           | -           | -           | 41     | 5      |
| Totale Juventus      | Totale Juventus      | Totale Juventus      | 147        | 68         |                 | 39              | 16              |                    | 36                 | 19                 |             | 2           | 1           | 224    | 104    |
| Totale carriera      | Totale carriera      | Totale carriera      | 433+1      | 224+0      |                 | 96              | 60              |                    | 52                 | 28                 |             | 2           | 1           | 584    | 313    |

### Cronologia presenze e reti in nazionale
| Cronologia completa delle presenze e delle reti in nazionale ― Francia | Cronologia completa delle presenze e delle reti in nazionale ― Francia | Cronologia completa delle presenze e delle reti in nazionale ― Francia | Cronologia completa delle presenze e delle reti in nazionale ― Francia | Cronologia completa delle presenze e delle reti in nazionale ― Francia | Cronologia completa delle presenze e delle reti in nazionale ― Francia | Cronologia completa delle presenze e delle reti in nazionale ― Francia | Cronologia completa delle presenze e delle reti in nazionale ― Francia |
| Data                                                                   | Città                                                                  | In casa                                                                | Risultato                                                              | Ospiti                                                                 | Competizione                                                           | Reti                                                                   | Note                                                                   |
| ---------------------------------------------------------------------- | ---------------------------------------------------------------------- | ---------------------------------------------------------------------- | ---------------------------------------------------------------------- | ---------------------------------------------------------------------- | ---------------------------------------------------------------------- | ---------------------------------------------------------------------- | ---------------------------------------------------------------------- |
| 27-3-1976                                                              | Parigi                                                                 | Francia                                                                | 2 – 2                                                                  | Cecoslovacchia                                                         | Amichevole                                                             | 1                                                                      |                                                                        |
| 22-5-1976                                                              | Budapest                                                               | Ungheria                                                               | 1 – 0                                                                  | Francia                                                                | Amichevole                                                             | -                                                                      |                                                                        |
| 1-9-1976                                                               | Copenaghen                                                             | Danimarca                                                              | 1 – 1                                                                  | Francia                                                                | Amichevole                                                             | 1                                                                      |                                                                        |
| 9-10-1976                                                              | Sofia                                                                  | Bulgaria                                                               | 2 – 2                                                                  | Francia                                                                | Qual. Mondiali 1978                                                    | 1                                                                      |                                                                        |
| 17-11-1976                                                             | Parigi                                                                 | Francia                                                                | 2 – 0                                                                  | Irlanda                                                                | Qual. Mondiali 1978                                                    | 1                                                                      |                                                                        |
| 23-2-1977                                                              | Parigi                                                                 | Francia                                                                | 1 – 0                                                                  | Germania Ovest                                                         | Amichevole                                                             | -                                                                      |                                                                        |
| 30-3-1977                                                              | Dublino                                                                | Irlanda                                                                | 1 – 0                                                                  | Francia                                                                | Qual. Mondiali 1978                                                    | -                                                                      |                                                                        |
| 23-4-1977                                                              | Ginevra                                                                | Svizzera                                                               | 0 – 4                                                                  | Francia                                                                | Amichevole                                                             | 1                                                                      |                                                                        |
| 26-6-1977                                                              | Buenos Aires                                                           | Argentina                                                              | 0 – 0                                                                  | Francia                                                                | Amichevole                                                             | -                                                                      |                                                                        |
| 30-6-1977                                                              | Rio de Janeiro                                                         | Brasile                                                                | 2 – 2                                                                  | Francia                                                                | Amichevole                                                             | -                                                                      |                                                                        |
| 8-10-1977                                                              | Parigi                                                                 | Francia                                                                | 0 – 0                                                                  | Unione Sovietica                                                       | Amichevole                                                             | -                                                                      |                                                                        |
| 16-11-1977                                                             | Parigi                                                                 | Francia                                                                | 3 – 1                                                                  | Bulgaria                                                               | Qual. Mondiali 1978                                                    | 1                                                                      |                                                                        |
| 8-2-1978                                                               | Napoli                                                                 | Italia                                                                 | 2 – 2                                                                  | Francia                                                                | Amichevole                                                             | 1                                                                      |                                                                        |
| 1-4-1978                                                               | Parigi                                                                 | Francia                                                                | 1 – 0                                                                  | Brasile                                                                | Amichevole                                                             | 1                                                                      |                                                                        |
| 19-5-1978                                                              | Lilla                                                                  | Francia                                                                | 2 – 0                                                                  | Tunisia                                                                | Amichevole                                                             | 1                                                                      |                                                                        |
| 2-6-1978                                                               | Mar del Plata                                                          | Italia                                                                 | 2 – 1                                                                  | Francia                                                                | Mondiali 1978 - 1º turno                                               | -                                                                      |                                                                        |
| 6-6-1978                                                               | Buenos Aires                                                           | Argentina                                                              | 2 – 1                                                                  | Francia                                                                | Mondiali 1978 - 1º turno                                               | 1                                                                      |                                                                        |
| 10-6-1978                                                              | Mar del Plata                                                          | Francia                                                                | 3 – 1                                                                  | Ungheria                                                               | Mondiali 1978 - 1º turno                                               | -                                                                      |                                                                        |
| 4-4-1979                                                               | Bratislava                                                             | Cecoslovacchia                                                         | 2 – 0                                                                  | Francia                                                                | Qual. Euro 1980                                                        | -                                                                      |                                                                        |
| 2-5-1979                                                               | New York                                                               | Stati Uniti                                                            | 0 – 6                                                                  | Francia                                                                | Amichevole                                                             | -                                                                      |                                                                        |
| 5-9-1979                                                               | Stoccolma                                                              | Svezia                                                                 | 1 – 3                                                                  | Francia                                                                | Qual. Euro 1980                                                        | 1                                                                      | cap.                                                                   |
| 10-10-1979                                                             | Parigi                                                                 | Francia                                                                | 3 – 0                                                                  | Stati Uniti                                                            | Amichevole                                                             | 1                                                                      | cap.                                                                   |
| 27-2-1980                                                              | Parigi                                                                 | Francia                                                                | 5 – 1                                                                  | Grecia                                                                 | Amichevole                                                             | 2                                                                      | cap.                                                                   |
| 26-3-1980                                                              | Parigi                                                                 | Francia                                                                | 0 – 0                                                                  | Paesi Bassi                                                            | Amichevole                                                             | -                                                                      | cap.                                                                   |
| 23-5-1980                                                              | Mosca                                                                  | Unione Sovietica                                                       | 1 – 0                                                                  | Francia                                                                | Amichevole                                                             | -                                                                      | cap.                                                                   |
| 11-10-1980                                                             | Limassol                                                               | Cipro                                                                  | 0 – 7                                                                  | Francia                                                                | Qual. Mondiali 1982                                                    | 2                                                                      | cap.                                                                   |
| 28-10-1980                                                             | Parigi                                                                 | Francia                                                                | 2 – 0                                                                  | Irlanda                                                                | Qual. Mondiali 1982                                                    | 1                                                                      | cap.                                                                   |
| 19-11-1980                                                             | Hannover                                                               | Germania Ovest                                                         | 4 – 1                                                                  | Francia                                                                | Amichevole                                                             | -                                                                      | cap.                                                                   |
| 18-2-1981                                                              | Madrid                                                                 | Spagna                                                                 | 1 – 0                                                                  | Francia                                                                | Amichevole                                                             | -                                                                      | cap.                                                                   |
| 9-9-1981                                                               | Bruxelles                                                              | Belgio                                                                 | 2 – 0                                                                  | Francia                                                                | Qual. Mondiali 1982                                                    | -                                                                      | cap.                                                                   |
| 14-10-1981                                                             | Dublino                                                                | Irlanda                                                                | 3 – 2                                                                  | Francia                                                                | Qual. Mondiali 1982                                                    | 1                                                                      | cap.                                                                   |
| 18-11-1981                                                             | Parigi                                                                 | Francia                                                                | 2 – 0                                                                  | Paesi Bassi                                                            | Qual. Mondiali 1982                                                    | 1                                                                      | cap.                                                                   |
| 23-2-1982                                                              | Parigi                                                                 | Francia                                                                | 2 – 0                                                                  | Italia                                                                 | Amichevole                                                             | 1                                                                      | cap.                                                                   |
| 28-4-1982                                                              | Parigi                                                                 | Francia                                                                | 0 – 1                                                                  | Perù                                                                   | Amichevole                                                             | -                                                                      | cap.                                                                   |
| 2-6-1982                                                               | Tolosa                                                                 | Francia                                                                | 0 – 1                                                                  | Galles                                                                 | Amichevole                                                             | -                                                                      | cap.                                                                   |
| 16-6-1982                                                              | Bilbao                                                                 | Inghilterra                                                            | 3 – 1                                                                  | Francia                                                                | Mondiali 1982 - 1º turno                                               | -                                                                      | cap.                                                                   |
| 21-6-1982                                                              | Valladolid                                                             | Francia                                                                | 4 – 1                                                                  | Kuwait                                                                 | Mondiali 1982 - 1º turno                                               | 1                                                                      | cap.                                                                   |
| 24-6-1982                                                              | Valladolid                                                             | Francia                                                                | 1 – 1                                                                  | Cecoslovacchia                                                         | Mondiali 1982 - 1º turno                                               | -                                                                      | cap.                                                                   |
| 4-7-1982                                                               | Madrid                                                                 | Francia                                                                | 4 – 1                                                                  | Irlanda del Nord                                                       | Mondiali 1982 - 2º turno                                               | -                                                                      | cap.                                                                   |
| 8-7-1982                                                               | Siviglia                                                               | Germania Ovest                                                         | 3 – 3 dts (5 – 4 dtr)                                                  | Francia                                                                | Mondiali 1982 - Semifinale                                             | 1                                                                      | cap.                                                                   |
| 6-10-1982                                                              | Parigi                                                                 | Francia                                                                | 1 – 0                                                                  | Ungheria                                                               | Amichevole                                                             | -                                                                      |                                                                        |
| 10-11-1982                                                             | Rotterdam                                                              | Paesi Bassi                                                            | 1 – 2                                                                  | Francia                                                                | Amichevole                                                             | 1                                                                      | cap.                                                                   |
| 16-2-1983                                                              | Guimarães                                                              | Portogallo                                                             | 0 – 3                                                                  | Francia                                                                | Amichevole                                                             | -                                                                      | cap.                                                                   |
| 23-3-1983                                                              | Parigi                                                                 | Francia                                                                | 1 – 1                                                                  | Unione Sovietica                                                       | Amichevole                                                             | -                                                                      |                                                                        |
| 7-9-1983                                                               | Copenaghen                                                             | Danimarca                                                              | 3 – 1                                                                  | Francia                                                                | Amichevole                                                             | 1                                                                      | cap.                                                                   |
| 5-10-1983                                                              | Parigi                                                                 | Francia                                                                | 1 – 1                                                                  | Spagna                                                                 | Amichevole                                                             | -                                                                      |                                                                        |
| 29-2-1984                                                              | Parigi                                                                 | Francia                                                                | 2 – 0                                                                  | Inghilterra                                                            | Amichevole                                                             | 2                                                                      | cap.                                                                   |
| 1-6-1984                                                               | Marsiglia                                                              | Francia                                                                | 2 – 0                                                                  | Scozia                                                                 | Amichevole                                                             | -                                                                      | cap.                                                                   |
| 12-6-1984                                                              | Parigi                                                                 | Francia                                                                | 1 – 0                                                                  | Danimarca                                                              | Euro 1984 - 1º turno                                                   | 1                                                                      | cap.                                                                   |
| 16-6-1984                                                              | Nantes                                                                 | Francia                                                                | 5 – 0                                                                  | Belgio                                                                 | Euro 1984 - 1º turno                                                   | 3                                                                      | cap.                                                                   |
| 19-6-1984                                                              | Saint-Étienne                                                          | Francia                                                                | 3 – 2                                                                  | Jugoslavia                                                             | Euro 1984 - 1º turno                                                   | 3                                                                      | cap.                                                                   |
| 23-6-1984                                                              | Marsiglia                                                              | Francia                                                                | 3 – 2 dts                                                              | Portogallo                                                             | Euro 1984 - Semifinale                                                 | 1                                                                      | cap.                                                                   |
| 27-6-1984                                                              | Parigi                                                                 | Francia                                                                | 2 – 0                                                                  | Spagna                                                                 | Euro 1984 - Finale                                                     | 1                                                                      | cap.                                                                   |
| 13-10-1984                                                             | Lussemburgo                                                            | Lussemburgo                                                            | 0 – 4                                                                  | Francia                                                                | Qual. Mondiali 1986                                                    | 1                                                                      |                                                                        |
| 21-11-1984                                                             | Parigi                                                                 | Francia                                                                | 1 – 0                                                                  | Bulgaria                                                               | Qual. Mondiali 1986                                                    | 1                                                                      | cap.                                                                   |
| 8-12-1984                                                              | Parigi                                                                 | Francia                                                                | 2 – 0                                                                  | Germania Est                                                           | Qual. Mondiali 1986                                                    | -                                                                      | cap.                                                                   |
| 3-4-1985                                                               | Sarajevo                                                               | Jugoslavia                                                             | 0 – 0                                                                  | Francia                                                                | Qual. Mondiali 1986                                                    | -                                                                      | cap.                                                                   |
| 2-5-1985                                                               | Sofia                                                                  | Bulgaria                                                               | 2 – 0                                                                  | Francia                                                                | Qual. Mondiali 1986                                                    | -                                                                      | cap.                                                                   |
| 21-8-1985                                                              | Parigi                                                                 | Francia                                                                | 2 – 0                                                                  | Uruguay                                                                | Coppa Artemio Franchi 1985                                             | -                                                                      | cap.                                                                   |
| 11-9-1985                                                              | Lipsia                                                                 | Germania Est                                                           | 2 – 0                                                                  | Francia                                                                | Qual. Mondiali 1986                                                    | -                                                                      |                                                                        |
| 30-10-1985                                                             | Parigi                                                                 | Francia                                                                | 6 – 0                                                                  | Lussemburgo                                                            | Qual. Mondiali 1986                                                    | -                                                                      | cap.                                                                   |
| 16-11-1985                                                             | Parigi                                                                 | Francia                                                                | 2 – 0                                                                  | Jugoslavia                                                             | Qual. Mondiali 1986                                                    | 2                                                                      | cap.                                                                   |
| 26-2-1986                                                              | Parigi                                                                 | Francia                                                                | 0 – 0                                                                  | Irlanda del Nord                                                       | Amichevole                                                             | -                                                                      | cap.                                                                   |
| 1-6-1986                                                               | León                                                                   | Canada                                                                 | 0 – 1                                                                  | Francia                                                                | Mondiali 1986 - 1º turno                                               | -                                                                      | cap.                                                                   |
| 5-6-1986                                                               | León                                                                   | Francia                                                                | 1 – 1                                                                  | Unione Sovietica                                                       | Mondiali 1986 - 1º turno                                               | -                                                                      | cap.                                                                   |
| 9-6-1986                                                               | León                                                                   | Ungheria                                                               | 0 – 3                                                                  | Francia                                                                | Mondiali 1986 - 1º turno                                               | -                                                                      | cap.                                                                   |
| 17-6-1986                                                              | Città del Messico                                                      | Italia                                                                 | 0 – 2                                                                  | Francia                                                                | Mondiali 1986 - Ottavi di finale                                       | 1                                                                      | cap.                                                                   |
| 21-6-1986                                                              | Guadalajara                                                            | Brasile                                                                | 1 – 1 dts (3 – 4 dtr)                                                  | Francia                                                                | Mondiali 1986 - Quarti di finale                                       | 1                                                                      | cap.                                                                   |
| 25-6-1986                                                              | Guadalajara                                                            | Francia                                                                | 0 – 2                                                                  | Germania Ovest                                                         | Mondiali 1986 - Semifinale                                             | -                                                                      | cap.                                                                   |
| 11-10-1986                                                             | Parigi                                                                 | Francia                                                                | 0 – 2                                                                  | Unione Sovietica                                                       | Qual. Euro 1988                                                        | -                                                                      | cap.                                                                   |
| 19-11-1986                                                             | Lipsia                                                                 | Germania Est                                                           | 0 – 0                                                                  | Francia                                                                | Qual. Euro 1988                                                        | -                                                                      | cap.                                                                   |
| 29-4-1987                                                              | Parigi                                                                 | Francia                                                                | 2 – 0                                                                  | Islanda                                                                | Qual. Euro 1988                                                        | -                                                                      | cap.                                                                   |
| Totale                                                                 |                                                                        | Presenze                                                               | 72                                                                     |                                                                        | Reti (5º posto)                                                        | 41                                                                     |                                                                        |

| Cronologia completa delle presenze e delle reti in nazionale ― Kuwait | Cronologia completa delle presenze e delle reti in nazionale ― Kuwait | Cronologia completa delle presenze e delle reti in nazionale ― Kuwait | Cronologia completa delle presenze e delle reti in nazionale ― Kuwait | Cronologia completa delle presenze e delle reti in nazionale ― Kuwait | Cronologia completa delle presenze e delle reti in nazionale ― Kuwait | Cronologia completa delle presenze e delle reti in nazionale ― Kuwait | Cronologia completa delle presenze e delle reti in nazionale ― Kuwait |
| Data                                                                  | Città                                                                 | In casa                                                               | Risultato                                                             | Ospiti                                                                | Competizione                                                          | Reti                                                                  | Note                                                                  |
| --------------------------------------------------------------------- | --------------------------------------------------------------------- | --------------------------------------------------------------------- | --------------------------------------------------------------------- | --------------------------------------------------------------------- | --------------------------------------------------------------------- | --------------------------------------------------------------------- | --------------------------------------------------------------------- |
| 27-11-1988                                                            | Kuwait                                                                | Kuwait                                                                | 0 – 2                                                                 | Unione Sovietica                                                      | Amichevole                                                            | -                                                                     |                                                                       |
| Totale                                                                |                                                                       | Presenze                                                              | 1                                                                     |                                                                       | Reti                                                                  | 0                                                                     |                                                                       |

### Statistiche da allenatore

#### Nazionale
| Squadra | Naz                | dal              | al             | Record | Record | Record | Record     | Record | Record | Record | Record |
| G       | V                  | N                | P              | GF     | GS     | DR     | Vittorie % |        |        |        |        |
| ------- | ------------------ | ---------------- | -------------- | ------ | ------ | ------ | ---------- | ------ | ------ | ------ | ------ |
| Francia | Francia (bandiera) | 1º novembre 1988 | 17 giugno 1992 | 29     | 16     | 8      | 5          | 53     | 28     | +25    | 55,17  |

#### Nazionale nel dettaglio
| Stagione         | Squadra         | Campionato          | Piazzamento                      | Andamento | Andamento | Andamento | Andamento | Andamento  | Reti | Reti | Reti | Reti |
| Stagione         | Squadra         | Campionato          | Piazzamento                      | Giocate   | Vittorie  | Pareggi   | Sconfitte | % vittorie | GF   | GS   | DR   |      |
| ---------------- | --------------- | ------------------- | -------------------------------- | --------- | --------- | --------- | --------- | ---------- | ---- | ---- | ---- | ---- |
| 1988             | Francia         | Qual. Mondiale 1990 | 3º nel Gruppo 5, non qualificato | 1         | 0         | 0         | 1         | &0,00      | 2    | 3    | -1   |      |
| 1989             | Francia         | Qual. Mondiale 1990 | 3º nel Gruppo 5, non qualificato | 5         | 2         | 2         | 1         | 40,00      | 6    | 3    | +3   |      |
| 1990             | Francia         | Qual. Euro 1992     | 1º nel Gruppo 1, qualificato     | 3         | 3         | 0         | 0         | 100,00&    | 5    | 2    | +3   |      |
| 1991             | Francia         | Qual. Euro 1992     | 1º nel Gruppo 1, qualificato     | 5         | 5         | 0         | 0         | 100,00&    | 15   | 4    | +11  |      |
| 1992             | Francia         | Euro 1992           | Eliminato nella fase a gironi    | 3         | 0         | 2         | 1         | &0,00      | 2    | 3    | -1   |      |
| Dal 1988 al 1992 | Francia         | Amichevoli          |                                  | 12        | 6         | 4         | 2         | 50,00      | 23   | 13   | +10  |      |
| Totale carriera  | Totale carriera | Totale carriera     | Totale carriera                  | 29        | 16        | 8         | 5         | 55,17      | 53   | 28   | +25  |      |

#### Panchine da commissario tecnico della nazionale francese
| Cronologia completa delle presenze e delle reti in nazionale ― Francia | Cronologia completa delle presenze e delle reti in nazionale ― Francia | Cronologia completa delle presenze e delle reti in nazionale ― Francia | Cronologia completa delle presenze e delle reti in nazionale ― Francia | Cronologia completa delle presenze e delle reti in nazionale ― Francia | Cronologia completa delle presenze e delle reti in nazionale ― Francia | Cronologia completa delle presenze e delle reti in nazionale ― Francia    | Cronologia completa delle presenze e delle reti in nazionale ― Francia |
| Data                                                                   | Città                                                                  | In casa                                                                | Risultato                                                              | Ospiti                                                                 | Competizione                                                           | Reti                                                                      | Note                                                                   |
| ---------------------------------------------------------------------- | ---------------------------------------------------------------------- | ---------------------------------------------------------------------- | ---------------------------------------------------------------------- | ---------------------------------------------------------------------- | ---------------------------------------------------------------------- | ------------------------------------------------------------------------- | ---------------------------------------------------------------------- |
| 19-11-1988                                                             | Belgrado                                                               | Jugoslavia                                                             | 3 – 2                                                                  | Francia                                                                | Qual. Mondiali 1990                                                    | Christian Perez Franck Sauzée                                             | Cap:M. Amoros                                                          |
| 7-2-1989                                                               | Dublino                                                                | Irlanda                                                                | 0 – 0                                                                  | Francia                                                                | Amichevole                                                             | -                                                                         | Cap:M. Amoros                                                          |
| 8-3-1989                                                               | Glasgow                                                                | Scozia                                                                 | 2 – 0                                                                  | Francia                                                                | Qual. Mondiali 1990                                                    | -                                                                         | Cap:M. Amoros                                                          |
| 29-4-1989                                                              | Parigi                                                                 | Francia                                                                | 0 – 0                                                                  | Jugoslavia                                                             | Qual. Mondiali 1990                                                    | -                                                                         | Cap:M. Amoros                                                          |
| 16-8-1989                                                              | Malmö                                                                  | Svezia                                                                 | 2 – 4                                                                  | Francia                                                                | Amichevole                                                             | 2 Éric Cantona 2 Jean-Pierre Papin                                        | Cap:M. Amoros                                                          |
| 5-9-1989                                                               | Oslo                                                                   | Norvegia                                                               | 1 – 1                                                                  | Francia                                                                | Qual. Mondiali 1990                                                    | Jean-Pierre Papin                                                         | Cap:M. Amoros                                                          |
| 11-10-1989                                                             | Parigi                                                                 | Francia                                                                | 3 – 0                                                                  | Scozia                                                                 | Qual. Mondiali 1990                                                    | Didier Deschamps Éric Cantona autorete                                    | Cap:J. Bats                                                            |
| 18-11-1989                                                             | Tolosa                                                                 | Francia                                                                | 2 – 0                                                                  | Cipro                                                                  | Qual. Mondiali 1990                                                    | Didier Deschamps Laurent Blanc                                            | Cap:M. Amoros                                                          |
| 21-1-1990                                                              | Madinat al-Kuwait                                                      | Kuwait                                                                 | 0 – 1                                                                  | Francia                                                                | Amichevole                                                             | Laurent Blanc                                                             | Cap:M. Amoros                                                          |
| 24-1-1990                                                              | Madinat al-Kuwait                                                      | Germania Est                                                           | 0 – 3                                                                  | Francia                                                                | Amichevole                                                             | 2 Éric Cantona Didier Deschamps                                           | Cap:M. Amoros                                                          |
| 28-2-1990                                                              | Montpellier                                                            | Francia                                                                | 2 – 1                                                                  | Germania Ovest                                                         | Amichevole                                                             | Jean-Pierre Papin Éric Cantona                                            | Cap:M. Amoros                                                          |
| 28-3-1990                                                              | Budapest                                                               | Ungheria                                                               | 1 – 3                                                                  | Francia                                                                | Amichevole                                                             | 2 Éric Cantona Franck Sauzée                                              | Cap:M. Amoros                                                          |
| 15-8-1990                                                              | Parigi                                                                 | Francia                                                                | 0 – 0                                                                  | Polonia                                                                | Amichevole                                                             | -                                                                         | Cap:M. Amoros                                                          |
| 5-9-1990                                                               | Reykjavík                                                              | Islanda                                                                | 1 – 2                                                                  | Francia                                                                | Qual. Euro 1992                                                        | Jean-Pierre Papin Éric Cantona                                            | Cap:M. Amoros                                                          |
| 13-10-1990                                                             | Parigi                                                                 | Francia                                                                | 2 – 1                                                                  | Cecoslovacchia                                                         | Qual. Euro 1992                                                        | 2 Jean-Pierre Papin                                                       | Cap:F. Sauzée                                                          |
| 17-11-1990                                                             | Tirana                                                                 | Albania                                                                | 0 – 1                                                                  | Francia                                                                | Qual. Euro 1992                                                        | Basile Boli                                                               | Cap:F. Sauzée                                                          |
| 20-2-1991                                                              | Parigi                                                                 | Francia                                                                | 3 – 1                                                                  | Spagna                                                                 | Qual. Euro 1992                                                        | Franck Sauzée Jean-Pierre Papin Laurent Blanc                             | Cap:M. Amoros                                                          |
| 30-3-1991                                                              | Parigi                                                                 | Francia                                                                | 5 – 0                                                                  | Albania                                                                | Qual. Euro 1992                                                        | 2 Franck Sauzée 2 Jean-Pierre Papin autorete                              | Cap:M. Amoros                                                          |
| 14-8-1991                                                              | Poznań                                                                 | Polonia                                                                | 1 – 5                                                                  | Francia                                                                | Amichevole                                                             | Franck Sauzée Jean-Pierre Papin Amara Simba Laurent Blanc Christian Perez | Cap:M. Amoros                                                          |
| 4-9-1991                                                               | Bratislava                                                             | Cecoslovacchia                                                         | 1 – 2                                                                  | Francia                                                                | Qual. Euro 1992                                                        | 2 Jean-Pierre Papin                                                       | Cap:M. Amoros                                                          |
| 12-10-1991                                                             | Siviglia                                                               | Spagna                                                                 | 1 – 2                                                                  | Francia                                                                | Qual. Euro 1992                                                        | Luis Miguel Fernández Jean-Pierre Papin                                   | Cap:M. Amoros                                                          |
| 20-11-1991                                                             | Parigi                                                                 | Francia                                                                | 3 – 1                                                                  | Islanda                                                                | Qual. Euro 1992                                                        | Amara Simba 2 Éric Cantona                                                | Cap:M. Amoros                                                          |
| 19-2-1992                                                              | Londra                                                                 | Inghilterra                                                            | 2 – 0                                                                  | Francia                                                                | Amichevole                                                             | -                                                                         | Cap:M. Amoros                                                          |
| 25-3-1992                                                              | Parigi                                                                 | Francia                                                                | 3 – 3                                                                  | Belgio                                                                 | Amichevole                                                             | 2 Jean-Pierre Papin Pascal Vahirua                                        | Cap:M. Amoros                                                          |
| 27-5-1992                                                              | Losanna                                                                | Svizzera                                                               | 2 – 1                                                                  | Francia                                                                | Amichevole                                                             | Fabrice Divert                                                            | Cap:F. Sauzée                                                          |
| 5-6-1992                                                               | Lens                                                                   | Francia                                                                | 1 – 1                                                                  | Paesi Bassi                                                            | Amichevole                                                             | Jean-Pierre Papin                                                         | Cap:M. Amoros                                                          |
| 10-6-1992                                                              | Stoccolma                                                              | Svezia                                                                 | 1 – 1                                                                  | Francia                                                                | Euro 1992 - 1º turno                                                   | Jean-Pierre Papin                                                         | Cap:M. Amoros                                                          |
| 14-6-1992                                                              | Malmö                                                                  | Inghilterra                                                            | 0 – 0                                                                  | Francia                                                                | Euro 1992 - 1º turno                                                   | -                                                                         | Cap:M. Amoros                                                          |
| 17-6-1992                                                              | Malmö                                                                  | Danimarca                                                              | 2 – 1                                                                  | Francia                                                                | Euro 1992 - 1º turno                                                   | Jean-Pierre Papin                                                         | Cap:M. Amoros                                                          |
| Totale                                                                 |                                                                        | Presenze                                                               | 29                                                                     |                                                                        | Reti                                                                   | 53                                                                        |                                                                        |

## Palmarès

### Giocatore

#### Club

##### Competizioni nazionali
- Campionato francese di seconda divisione: 1

Nancy: 1974-1975
- Coppa di Francia: 1

Nancy: 1977-1978
- Campionato francese: 1

Saint-Étienne: 1980-1981
- Coppa Italia: 1

Juventus: 1982-1983
- Campionato italiano: 2

Juventus: 1983-1984, 1985-1986

##### Competizioni internazionali
- Coppa delle Coppe: 1

Juventus: 1983-1984
- Supercoppa UEFA: 1

Juventus: 1984
- Coppa dei Campioni: 1

Juventus: 1984-1985
- Coppa Intercontinentale: 1

Juventus: 1985

#### Nazionale
- Campionato d'Europa: 1

Francia 1984
- Coppa dei Campioni CONMEBOL-UEFA: 1

1985

#### Individuale
- Calciatore francese dell'anno: 2

1976, 1977

Platini osserva il suo secondo Pallone d'oro consecutivo vinto nel 1984

- Champion des champions, conferito dal quotidiano francese L'Équipe: 2

1977, 1984
- All-Star Team del mondiale: 2[89]

Spagna 1982; Messico 1986
- Capocannoniere della Serie A: 3

1982-1983 (16 gol), 1983-1984 (20 gol), 1984-1985 (18 gol)
- Pallone d'oro: 3

1983, 1984, 1985
- Onze d'or: 3

1983, 1984, 1985
- Guerin d'oro: 1

1983-1984
- Capocannoniere dell'europeo: 1

Francia 1984 (9 gol)
- Migliore giocatore dell'europeo: 1

Francia 1984
- Top 11 dell'europeo: 1

Francia 1984
- World Soccer's World Player of the Year: 2

1984, 1985
- Miglior calciatore dell'anno secondo la rivista italiana Guerin Sportivo: 2

1984, 1985
- Capocannoniere della Coppa dei Campioni: 1

1984-1985 (7 gol ex aequo con Torbjörn Nilsson dell'IFK Göteborg)
- Migliore giocatore della Coppa Intercontinentale: 1

1985
- Nominato Migliore calciatore degli anni 1980 dall'associazione European Sports Magazines[90]

1989
- FIFA World Cup All-Time Team
- Super Onze d'or: 1

1995
- Inserito nel FIFA World Team of the 20th Century dalla Fédération Internationale de Football Association[10][91]

1998
- Nominato Calciatore francese del XX secolo dalla rivista France Football[92]

2000
- Inserito nel FIFA Dream Team dalla Fédération Internationale de Football Association[10]

2002
- Inserito nel FIFA 100

2004
- Inserito nelle "Leggende del calcio" del Golden Foot

2004
- All-Time Great European Footballer, conferito dal English Football Hall of Fame[93]

2008
- Inserito nella Hall of fame del calcio italiano nella categoria Giocatore straniero (FIGC e Fondazione Museo del calcio):

2011
- Introdotto al Salón de la Fama del Fútbol[94]

2011
- Globe Soccer Award alla carriera sportiva[95]

2012
- Premio Nils Liedholm[96]

2013
- Candidato al Dream Team del Pallone d'oro (2020)

### Allenatore
- World Soccer's World Manager of the Year: 1

1991

### Riconoscimenti
Nella graduatoria per il Pallone d'oro 1983 segnò il massimo distacco in percentuale dal secondo classificato nella storia del premio, totalizzando ben 4 volte (110 contro 26) il punteggio di Kenny Dalglish, attaccante del Liverpool. Platini si piazzò in due occasioni (1977 e 1980) al secondo posto e una (1986) al terzo posto.
La Federazione Internazionale di Storia e Statistica del Calcio, organizzazione riconosciuta dalla FIFA, lo ha inserito al 7º posto nella classifica dei migliori calciatori del XX secolo (quinto fra i giocatori europei e primo fra i calciatori francesi). In una lista simile, la rivista calcistica inglese World Soccer lo ha inserito al 5º posto nella classifica dei migliori calciatori del secolo (primo calciatore francese). Ha anche raggiunto la percentuale di voto più alta nella votazione del premio "Calciatore dell'anno" assegnata dalla stessa rivista: nel 1984 ottenne il 54% delle preferenze, risultando tuttora l'unico giocatore ad aver superato la soglia del 50%.